# Giuseppe Anedda

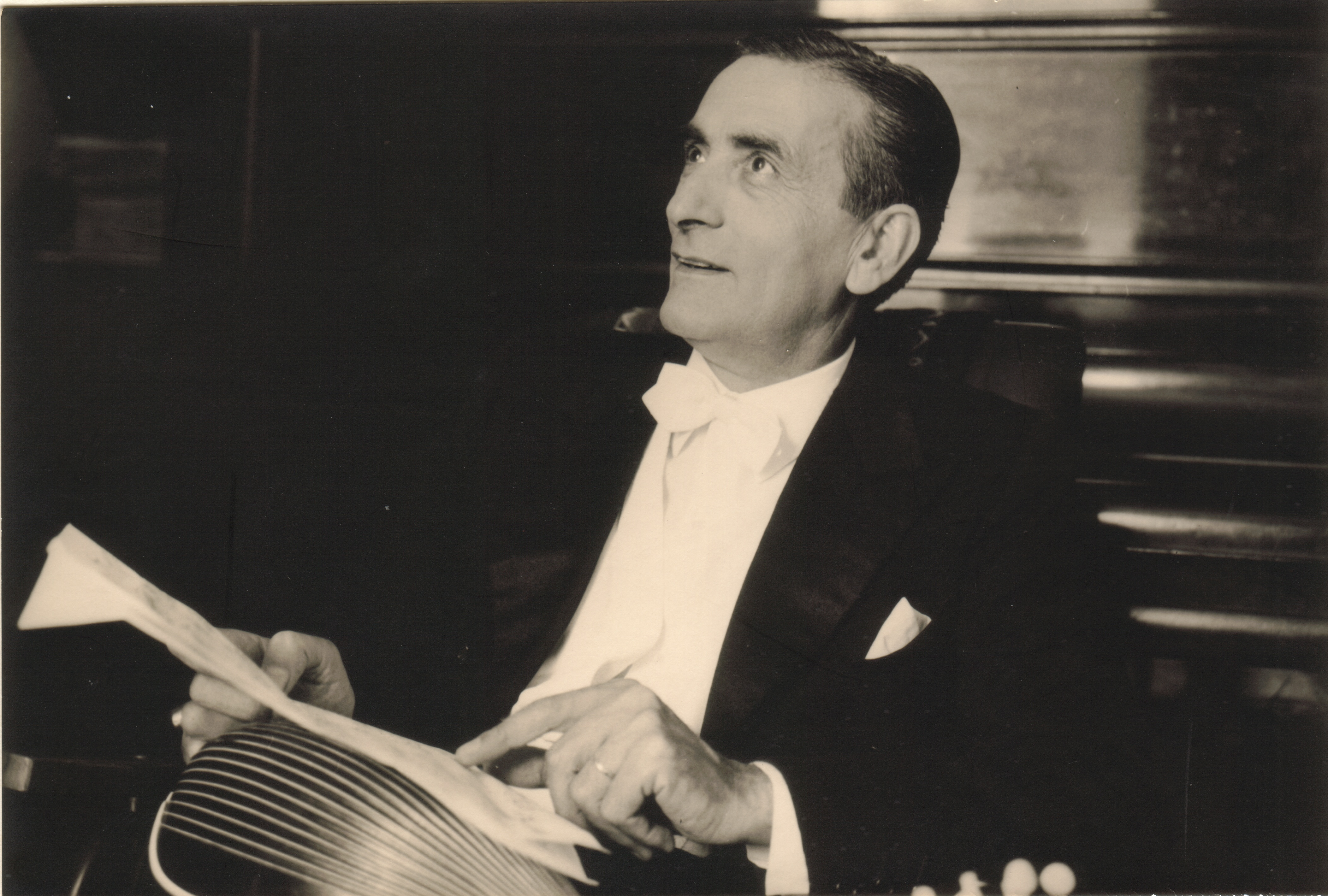
Giuseppe Anedda

Giuseppe Anedda (Cagliari, 1º marzo 1912 – Cagliari, 30 luglio 1997) è stato un musicista e mandolinista italiano.

## Biografia
Accortosi della sua attitudine verso la musica, il padre lo iscrisse al Liceo musicale all'età di cinque anni. Non potendo permettersi di comprargli un violino, gli diede un vecchio mandolino conservato in casa. Il risultato fu che a dieci anni Giuseppe Anedda era già chiamato ad esibirsi in teatro, tanto che nel 1923 fu chiamato a suonare il liuto nella Francesca da Rimini, sotto la direzione dello stesso autore Riccardo Zandonai.
Poco dopo entrò a far parte del "quartetto Karalis" come primo mandolino, insieme a Massimo Piredda (secondo mandolino), Flavio Cornacchia (mandola), Giovanni "Tottoio" Scano (chitarra). I quattro ragazzi eseguivano trascrizioni di composizioni sinfoniche, intermezzi, brani d'opera (il repertorio originale per mandolino era ancora praticamente sconosciuto) e si esibivano in occasione di feste paesane, ricevimenti e matrimoni.
Arruolatosi nella polizia in servizio presso il Palazzo Reale di Napoli, Anedda decise di far partecipare il suo quartetto al Concorso Nazionale organizzato dalla Direzione Generale del Dopolavoro, a Palermo nel febbraio del 1938, vincendo il Primo Premio per due anni consecutivi.
Nel 1941 iniziò la collaborazione con l'EIAR (poi RAI). Nel 1948, durante la stagione concertistica organizzata dal terzo programma, eseguì per la prima volta al mondo il concerto per due mandolini, archi e cembalo di Antonio Vivaldi, diretto da Nino Sanzogno. Lo stesso concerto fu poi ripetuto all'Accademia di Santa Cecilia nel 1950 e Renato Fasano volle includerlo nel repertorio del Collegium Musicum Italicum da lui diretto. Iniziò così la lunga collaborazione di Anedda con i "Virtuosi di Roma", orchestra da camera. Una collaborazione che durò 16 anni: dal 1952 al 1968.
Il disco del concerto di Vivaldi, inciso a Londra, vinse il premio indetto dall'Accademia Vivaldiana di Bruxelles per l'interpretazione del solista. Nell'aprile 1965, a Roma, l'Orchestra Sinfonica della RAI eseguì il balletto di Igor' Fëdorovič Stravinskij Agon, nel quale il mandolino ha una parte di rilievo. Dopo l'esecuzione si sentì dalla platea un grido "Bravo Mandolino!": era Stravinskij che si dirigeva verso il palcoscenico per stringere la mano ad Anedda.

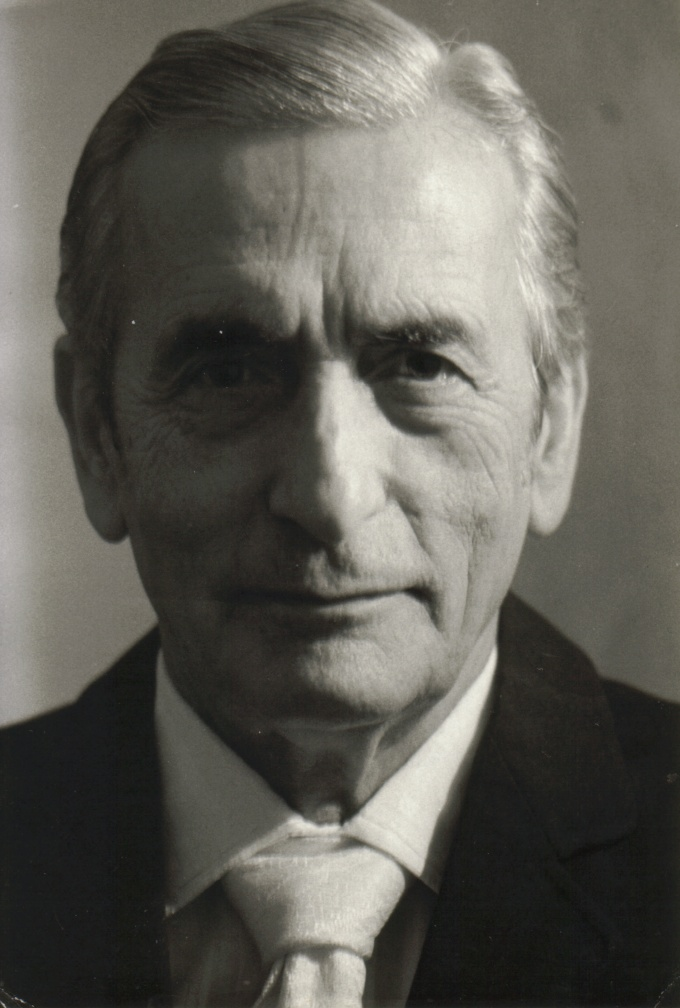
Ritratto

I successi in tutto il mondo permisero ad Anedda di visitare importanti musei e biblioteche, dovò trovò manoscritti originali di composizioni per mandolino opera di autori del Sei-Settecento. Il repertorio stava crescendo e il mandolino riacquistava sempre più considerazione nel mondo musicale. Dopo tanti concerti, circa cinquemila, accompagnato da grandi orchestre o dal fedele amico pianista, Franco Barbalonga, o, a volte, da solo, Anedda ricevette nel 1970 l'invito dalla Manhattan School of Music di New York a tenere corsi di perfezionamento e master class per cinque anni, sia di mandolino che di liuto.
Nel 1972 fu l'unico italiano invitato al Festival di San Juan de Portorico, nella villa principesca del violoncellista Pablo Casals, riservato ai più grandi solisti viventi di ogni strumento.
Terminata l'esperienza a New York, dopo una serie di concerti in Giappone, nel 1975 fu invitato da Claudio Scimone a tenere tre concerti in Svizzera con I Solisti Veneti. Fu quindi chiamato a ricoprire la prima Cattedra in Italia di insegnamento del Mandolino, presso il Conservatorio Pollini di Padova, di cui Scimone era direttore.
In quel periodo gli fu anche conferita una medaglia d'oro a nome della Presidenza della Repubblica Italiana e fu invitato a Charleston (Sud Carolina) per l'inaugurazione del Festival dei Due Mondi, unico italiano assieme a Carla Fracci.
L'impegno con il conservatorio terminò nel 1980, per superati limiti d'età. Egli continuò tuttavia ad insegnare, tenendo corsi di perfezionamento a Lanciano e Assisi.

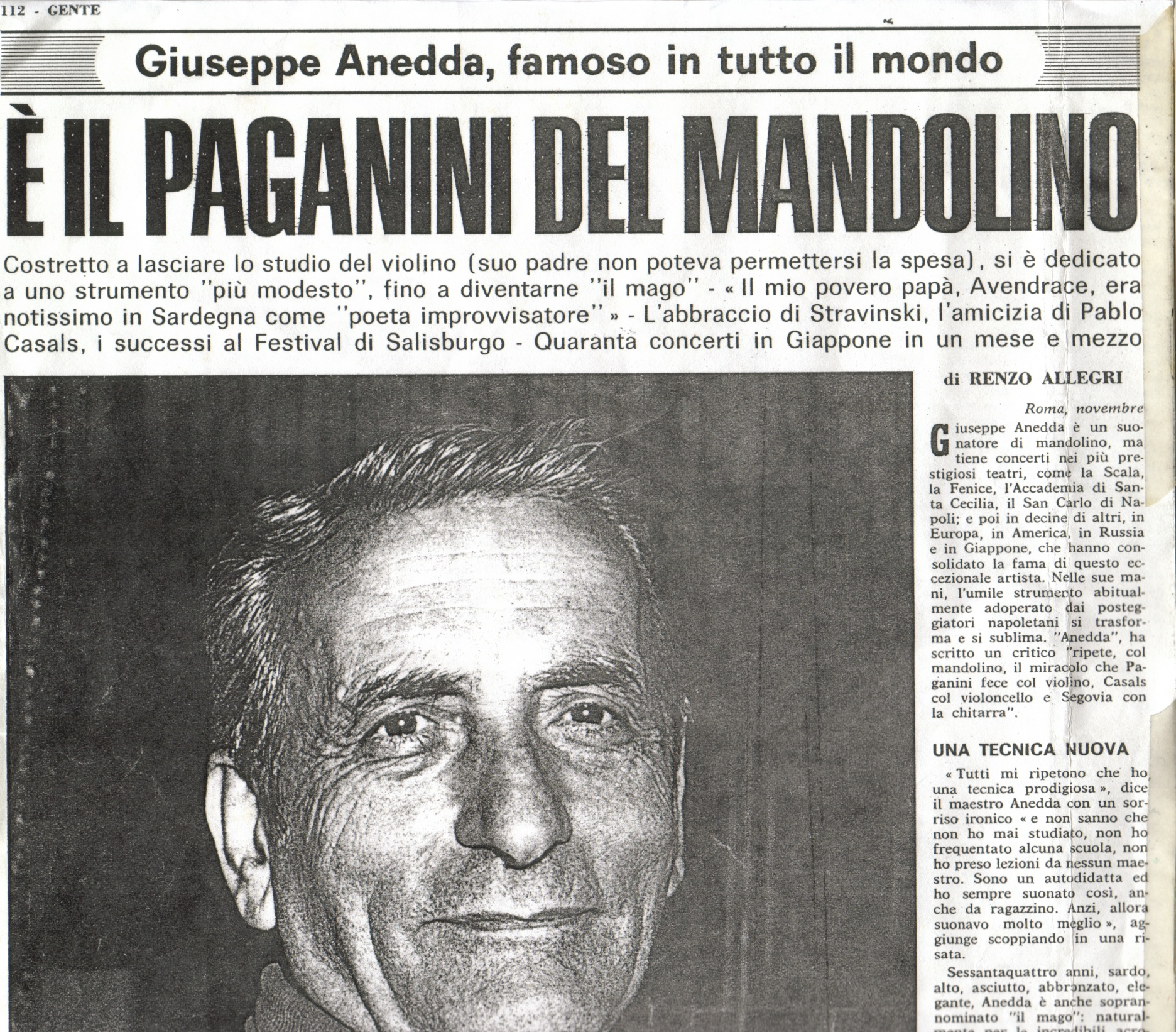
Articolo di giornale su Giuseppe Anedda

Per diversi anni Anedda fu Presidente Onorario dell'Orchestra Mandolinistica Romana, parte dell'Associazione Mandolinistica Romana.
Il 27 giugno 2008 il Comune di Cagliari ha intitolato al Maestro via Giuseppe Anedda che collega il Conservatorio di Musica con il Teatro Lirico all'interno del Parco della Musica.
Un importante riconoscimento all'indiscusso protagonista del Mandolino nel Novecento.
Nel 2012 in occasione delle celebrazioni per il Centenario della nascita di Giuseppe Anedda numerosi sono stati i riconoscimenti alla memoria del Maestro:
le Poste Italiane hanno attivato un annullo filatelico ed il Presidente della Repubblica Giorgio Napolitano ha riservato alle celebrazioni una medaglia rappresentativa.
Il quintetto a plettro "Giuseppe Anedda" in cui militano anche i nipoti Emanuele e Valdimiro Buzi,ha tenuto concerti nelle città che hanno avuto un significato determinante per Anedda: Cagliari, Roma, Palermo e Padova.

## Riconoscimenti
- 19 novembre 1979 Premio "Il Gonfalone d'Oro" - premio nazionale leader del teatro, dello spettacolo, dell'arte e del lavoro.
- 12 giugno 1982 Premio Internazionale dell'Arte "Il Sagittario d'Oro" - "per l'altissimo contributo apportato al mondo dello spettacolo."
- 26 settembre 1988 Nominato Presidente Onorario della Federazione Mandolinistica Italiana - per il suo vitale impegno alla valorizzazione dell'arte del Mandolino.
- 1º marzo 2012 Medaglia di Rappresentanza del Presidente della Repubblica Giorgio Napolitano - alle manifestazioni celebrative nel centenario della nascita di Giuseppe Anedda.